# نشل
نشل ، روستایی است از توابع بخش لاریجان شهرستان آمل در استان مازندران ایران.

> کلیپ‌های تصویری از روستای نشل
http://www.aparat.com/gnovinsystem

## جمعیت
این روستا در دهستان لاریجان سفلی قرار داشته و براساس آخرین سرشماری مرکز آمار ایران که در سال ۱۳۸۵ صورت گرفته، جمعیت آن ۱۹۰ نفر (۶۰خانوار) بوده‌است.

## مناطق دیدنی
قلعه‌های کرکس نشین، میشنه مرگ، دوهوا، پیل باهان، تیمور قلعه، اسکندبند و لاکوه وچشمه‌سارهای هنزا، گته لش، سردخونی، میچکاخونی و سرخ تنگوسر.